# Arachnodactylie
Arachnodactylie (van Oudgrieks ἀράχνη, arákhnē, spin (zie ook Arachne (mythologie)) en δάκτυλος, dáktulos, vinger) is een aandoening waarbij de vingers abnormaal lang en slank gevormd zijn ten opzichte van de grootte van de handpalm. De patiënt heeft de neiging om de duimen richting de binnenkant van de palmen te keren. Het kan aangeboren zijn, maar het kan zich ook ontwikkelen in de kinderjaren of adolescentie.

## Diagnose
Het kan moeilijk zijn om arachnodactylie vast te stellen, omdat de aan- of afwezigheid van lange en ranke vingers vaak een subjectieve bevinding is. Lange, slanke vingers komen ook voor zonder onderliggende aandoening; er is dan geen sprake van arachnodactylie.

### Teken van Steinberg
Voor het vaststellen van arachnodactylie wordt vaak gebruik gemaakt van een specifieke handtest die ook wel het teken van Steinberg wordt genoemd. Deze methode heeft een hogere betrouwbaarheid dan het teken van Walker-Murdoch.

### Radiologie
Radiografie kan de diagnose bevestigen. De metacarpale (middenhandsbeen-) index is minder dan 8,8 bij een gemiddelde volwassen man en minder dan 9,4 bij een gemiddelde vrouw; bij arachnodactylie is deze index hoger. Deze methode biedt echter geen zekerheid; er kan zich een fout-positieve of fout-negatieve onderzoeksuitslag voordoen.

## Oorzaken
Het wordt geassocieerd met bindweefselaandoeningen zoals:
- Syndroom van Marfan
- Syndroom van Ehlers-Danlos (niet te verwarren met hypermobiliteitssyndroom)
- Homocystinurie
- Syndroom van Loeys-Dietz
- Syndroom van Shprintzen Goldberg

Arachnodactylie kan zich ook voordoen bij aandoeningen die geen betrekking hebben op het bindweefsel:
- Cerebraal gigantisme
- Myotonische dystrofie
- Syndroom van Gorlin

Bij het constateren van arachnodactylie is medisch onderzoek noodzakelijk om de oorzaak op te sporen en fysieke of geestelijke schade te voorkomen.

## Genmutaties
Arachnodactylie wordt in verband gebracht met mutaties op het fibrilline-1- (syndroom van Marfan) en fibrilline-2-gen (congenitale contracturele arachnodactylie, CCA).